# أعطني الناي
أعطني الناي هي أغنية من غناء فيروز وألحان نجيب حنكش. مقتبسة من كلمات جبران خليل جبران من قصيدته المواكب (1918).

## كلمات الأغنية
أعطنى الناي و غن فالغناء سر الوجود 
و أنين الناي يبقى بعد أن يفنى الوجود 
أعطنى النايَ و غنّ فالغناء سر الخلود
و أنين الناي يبقى بعد أن يفنى الوجود
هل تخذتَ الغابَ مثلي منزلاً دونَ القصور
فتتبّعتَ السواقي و تسلّقتَ الصخور؟
هل تحمّمتَ بعطرٍ و تنشّفتَ بنور
وشرِبتَ الفجر خمرا في كؤوسٍ من أثير؟
أعطنى الناي وغنّ فالغناء خير صلاة  
وأنين الناي يبقى بعد أن تفنى الحياة  
هل جلست العصر مثلي بين جفنات العنب
والعناقيد تدلّت كثريّات الذهب
هل فرشت العُشبَ ليلاً وتلحّفتَ الفضاء
زاهداً في ما سيأتي ناسياً ما قد مضى؟
أعطني الناي وغنّ فالغنا عدل القلوب
وأنينُ الناي يبقى بعد أن تفنى الذنوب
أعطني الناي وغنّ وانسَ داءً ودواء
إنما الناس سطورٌ كُتِبت لكن بماء
أعطنى النايَ وغنّ وانس داء و دواء
إنما الناس سطور كتبت لكن بماء 